# Agrilus brechteli
Agrilus brechteli é uma espécie de inseto do género Agrilus, família Buprestidae, ordem Coleoptera.
Foi descrita cientificamente por Curletti & van Harten, 2004.